# 48 Dywizja Piechoty (Imperium Rosyjskie)
48 Dywizja Piechoty (ros. 48-я пехотная дивизия) – wielka jednostka piechoty Armii Imperium Rosyjskiego.

## Charakterystyka
Dywizja sformowana została w 1910 na bazie 52 Brygady Rezerwowej. Wchodziła w skład XXIV Korpusu Armijnego. Z chwilą ogłoszenia mobilizacji XXIV KA podporządkowany został dowódcy 8 Armii (Front Południowo-Zachodni).  W tym czasie dywizja etatowo posiadała cztery pułki po cztery bataliony oraz brygadę artylerii polowej z 6 bateriami po 8 dział. Doświadczenie zdobyte podczas walk na frontach I wojny światowej  skutkowało zmianami organizacyjnymi. Zimą z 1916 na 1917 rozpoczęto reorganizację dywizji piechoty. Zredukowano liczbę batalionów z 16 do 12 i zmniejszono liczbę dział polowych na mniej aktywnych odcinkach frontu.

## Struktura organizacyjna
Organizacja w 1914
- Dowództwo 48 Dywizji Piechoty w Samarze
- I Brygada Piechoty w Samarze
  - 189 Izmaiłski pułk piechoty
  - 190 Oczakowski pułk piechoty
- II Brygada Piechoty w Orenburgu
  - 191 Largo-Kagulski pułk piechoty
  - 192 Rymnicki pułk piechoty
- XLVIII Brygada Artylerii (ros. 48-я артиллерийская бригада) w Samarze